# Слоистые облака
Слоистые облака — однообразные бледные низкие облака, которые можно наблюдать в пасмурную погоду. Слоистые облака образуют однородный слой, сходный с туманом, но расположенный на достаточно большой высоте (чаще всего от 100 до 400 м, иногда 30-90 м). Обычно они закрывают всё небо, но иногда могут наблюдаться в виде разорванных облачных масс. Нижний край этих облаков может опускаться очень низко; иногда они сливаются с наземным туманом. Толщина их невелика — десятки и сотни метров. Иногда из этих облаков выпадают осадки, чаще всего в виде снежных зёрен или мороси. Облака образуются при контакте тёплого и холодного воздуха, когда тёплый воздух медленно поднимается вверх по холодному, постепенно остывает, и из него выделяются капельки воды. Они образуются чаще весной и осенью, так как тёплые воздушные массы и холодные сталкиваются чаще. Высота слоистых облаков не должна превышать более 2,5 км. Иногда слои похожи на большие валы с серым оттенком. Слоистые облака могут превратиться в дождевые и давать моросящие обложные дожди.

## Виды слоистых облаков

### Слоистые туманообразные облака
Слои́стые туманообра́зные облака́ (лат. Stratus nebulosus, St neb) — равномерный облачный слой желтовато-серого или серого цвета. Образуется при охлаждении нижнего слоя воздуха поверхностью при охлаждении тёплого воздуха, двигающегося над холодной поверхностью. Облака такого типа сходны с туманом, но их основание обычно находится на высоте от 0,1 до 0,7 км, хотя может и сливаться с туманом. Иногда из этих облаков выпадают осадки, чаще всего в виде мелкого снега или мороси.